# NHL Awards 2017
Die NHL Awards 2017 sind Ehrungen der nordamerikanischen Eishockeyliga NHL. Sie wurden am 21. Juni 2017 in der T-Mobile Arena, der Heimspielstätte der Vegas Golden Knights, in Paradise verliehen. Während der Veranstaltung wurden auch die Ergebnisse des NHL Expansion Draft 2017 bekanntgegeben.

## Preisträger
Hart Memorial Trophy – Wird an den wertvollsten Spieler (MVP) der Saison durch die Professional Hockey Writers’ Association verliehen.
- Connor McDavid (C) – Edmonton Oilers

Nominiert:
- Sergei Bobrowski (G) – Columbus Blue Jackets
- Sidney Crosby (C) – Pittsburgh Penguins

Ted Lindsay Award – Wird an den herausragenden Spieler der Saison durch die Spielergewerkschaft NHLPA verliehen.
- Connor McDavid (C) – Edmonton Oilers

Nominiert:
- Brent Burns (D) – San Jose Sharks
- Sidney Crosby (C) – Pittsburgh Penguins

Vezina Trophy – Wird an den herausragenden Torhüter der Saison durch die General Manager der Teams verliehen.
- Sergei Bobrowski – Columbus Blue Jackets

Nominiert:
- Braden Holtby – Washington Capitals
- Carey Price – Canadiens de Montréal

James Norris Memorial Trophy – Wird durch die Professional Hockey Writers’ Association an den Verteidiger verliehen, der in der Saison auf dieser Position die größten Allround-Fähigkeiten zeigte.
- Brent Burns – San Jose Sharks

Nominiert:
- Victor Hedman – Tampa Bay Lightning
- Erik Karlsson – Ottawa Senators

Frank J. Selke Trophy – Wird an den Angreifer mit den besten Defensivqualitäten durch die Professional Hockey Writers’ Association verliehen.
- Patrice Bergeron – Boston Bruins

Nominiert:
- Ryan Kesler – Anaheim Ducks
- Mikko Koivu – Minnesota Wild

Calder Memorial Trophy – Wird durch die Professional Hockey Writers’ Association an den besten Neuprofi (Rookie) verliehen.
- Auston Matthews (C) – Toronto Maple Leafs

Nominiert:
- Patrik Laine (RW) – Winnipeg Jets
- Zach Werenski (D) – Columbus Blue Jackets

Lady Byng Memorial Trophy – Wird durch die Professional Hockey Writers’ Association an den Spieler verliehen, der durch einen hohen sportlichen Standard und faires Verhalten herausragte.
- Johnny Gaudreau (LW) – Calgary Flames

Nominiert:
- Mikael Granlund (LW) – Minnesota Wild
- Wladimir Tarassenko (RW) – St. Louis Blues

Jack Adams Award – Wird durch die NHL Broadcasters’ Association an den Trainer verliehen, der am meisten zum Erfolg seines Teams beitrug.
- John Tortorella – Columbus Blue Jackets

Nominiert:
- Mike Babcock – Toronto Maple Leafs
- Todd McLellan – Edmonton Oilers

Bill Masterton Memorial Trophy – Wird durch die Professional Hockey Writers’ Association an den Spieler verliehen, der Ausdauer, Hingabe und Fairness in und um den Eishockeysport zeigte.
- Craig Anderson – Ottawa Senators

Nominiert:
- Andrew Cogliano – Anaheim Ducks
- Derek Ryan – Carolina Hurricanes

NHL General Manager of the Year Award – Wird an den General Manager eines Franchise vergeben, der sich im Verlauf der Saison als der Fähigste erwiesen hat.
- David Poile – Nashville Predators

Nominiert:
- Peter Chiarelli – Edmonton Oilers
- Pierre Dorion – Ottawa Senators

Art Ross Trophy – Wird an den besten Scorer der Saison verliehen.
- Connor McDavid (C) – Edmonton Oilers: 100 Punkte (30 Tore, 70 Vorlagen)

Maurice 'Rocket' Richard Trophy – Wird an den besten Torschützen der Liga vergeben.
- Sidney Crosby – Pittsburgh Penguins: 44 Tore

William M. Jennings Trophy – Wird an den/die Torhüter mit mindestens 25 Einsätzen verliehen, dessen/deren Team die wenigsten Gegentore in der Saison zugelassen hat.
- Braden Holtby – Washington Capitals 127 Gegentore in 63 Spielen (Gegentorschnitt: 2,07)

NHL Plus/Minus Award – Wird (nicht mehr offiziell) an den Spieler verliehen, der während der Saison die beste Plus/Minus-Statistik hat.
- Ryan Suter & Jason Zucker – Minnesota Wild: +34

Conn Smythe Trophy – Wird an den wertvollsten Spieler (MVP) der Playoffs verliehen.
- Sidney Crosby (C) – Pittsburgh Penguins

Mark Messier Leadership Award – Wird an den Spieler verliehen, der sich während der Saison durch besondere Führungsqualitäten ausgezeichnet hat.
- Nick Foligno (LW) – Columbus Blue Jackets

Nominiert:
- Ryan Getzlaf (C) – Anaheim Ducks
- Mark Giordano (D) – Calgary Flames

King Clancy Memorial Trophy – Wird an den Spieler vergeben, der durch Führungsqualitäten, sowohl auf als auch abseits des Eises und durch soziales Engagement herausragte.
- Nick Foligno (LW) – Columbus Blue Jackets

## Trophäen

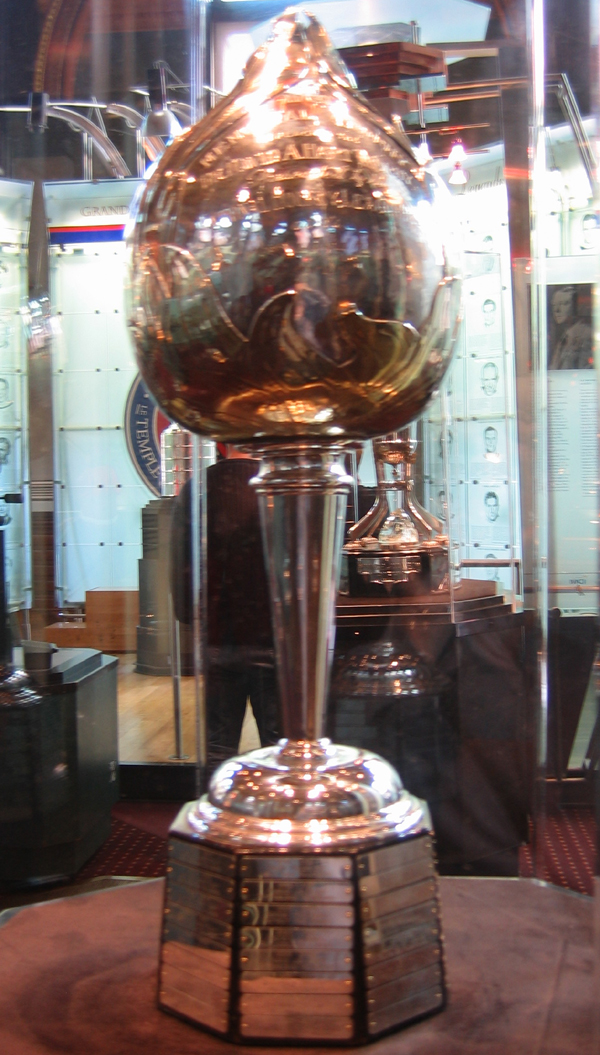
Hart Memorial Trophy
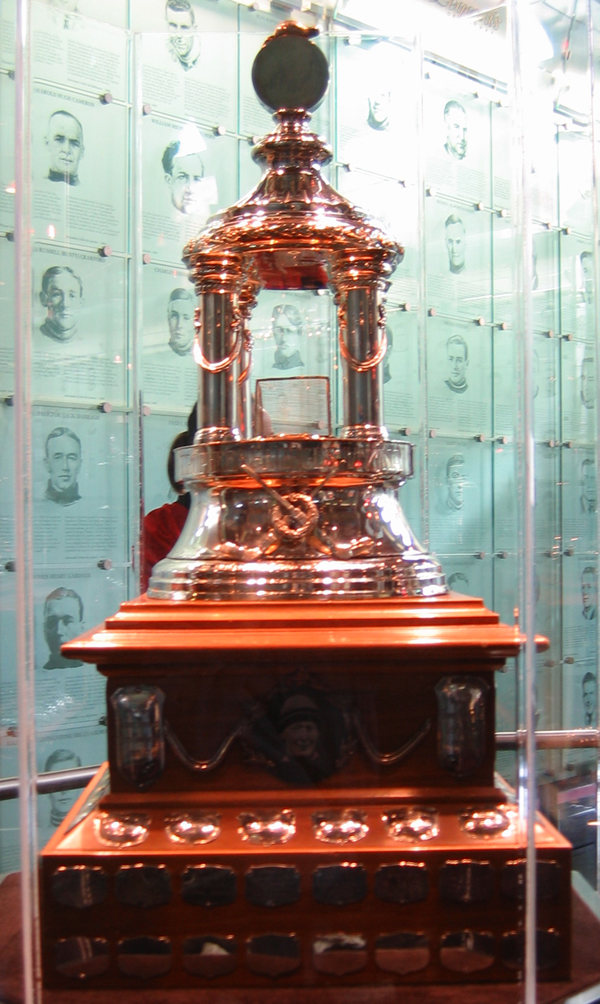
Vezina Trophy
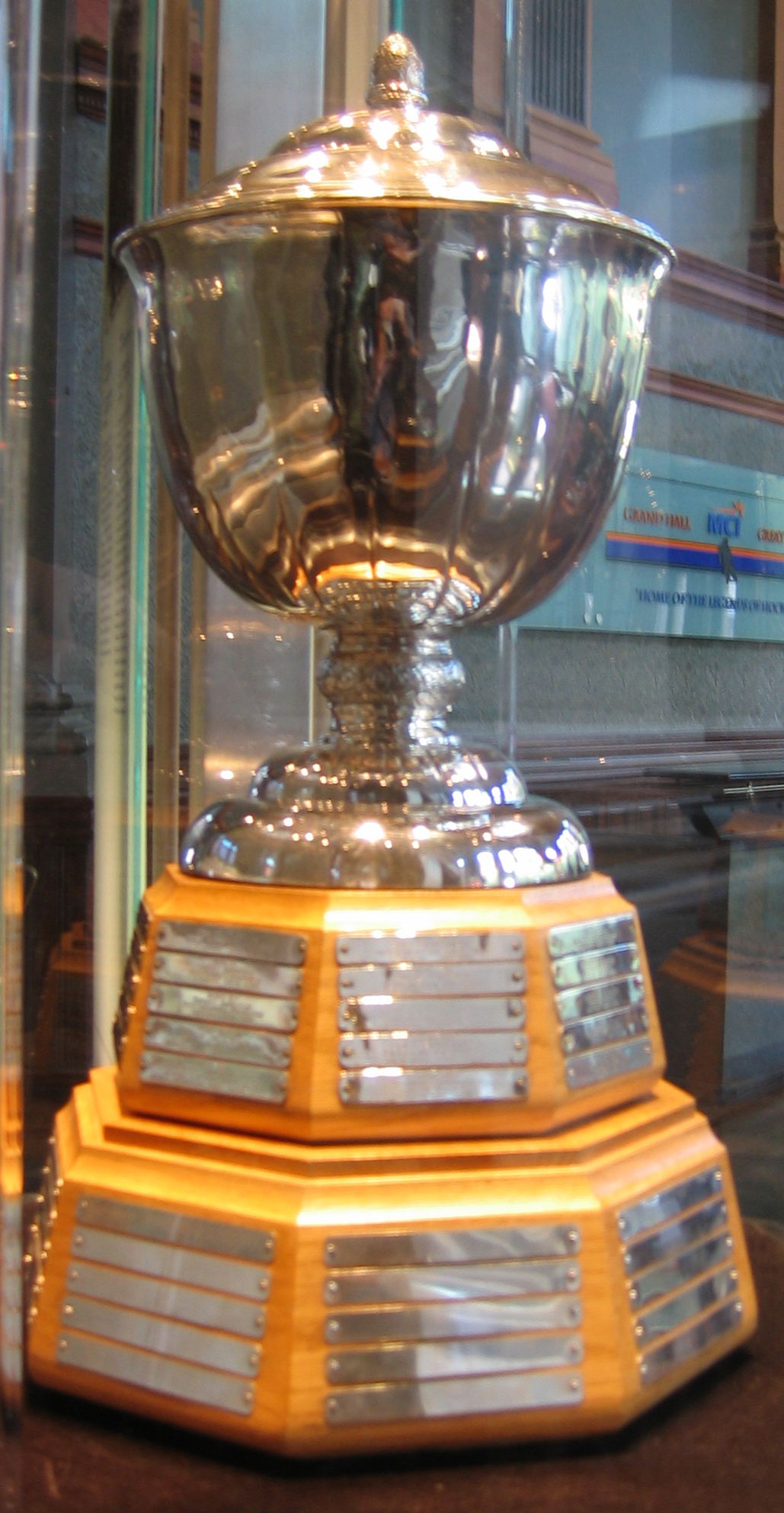
James Norris Memorial Trophy
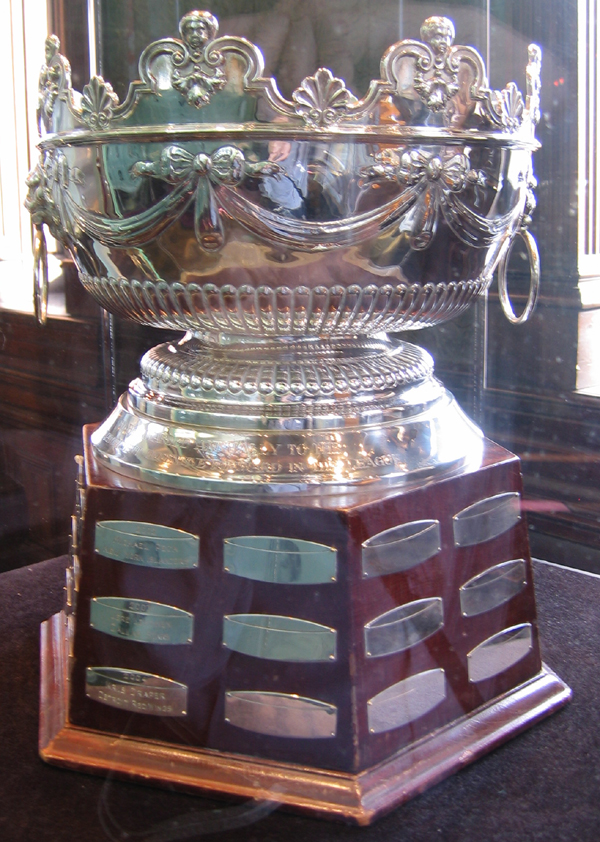
Frank J. Selke Trophy
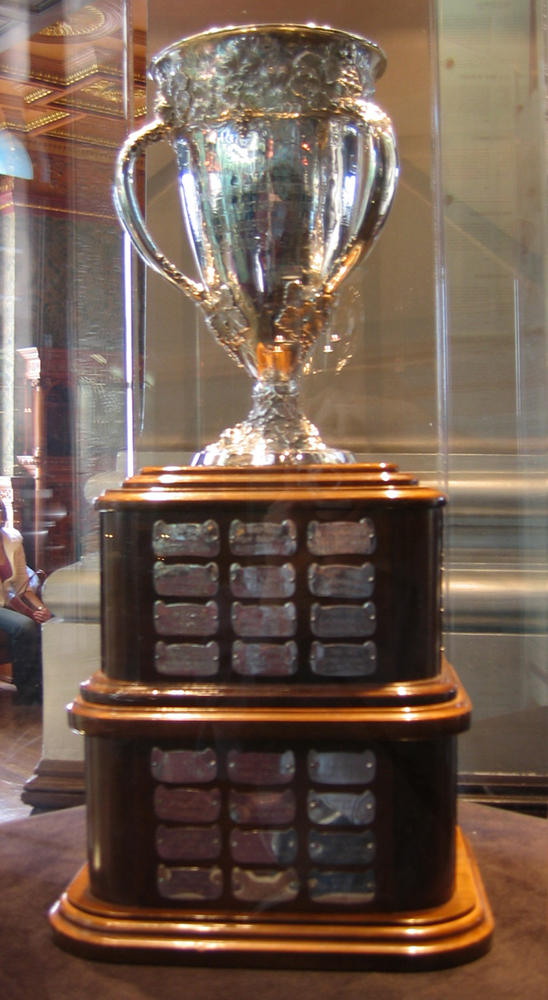
Calder Memorial Trophy
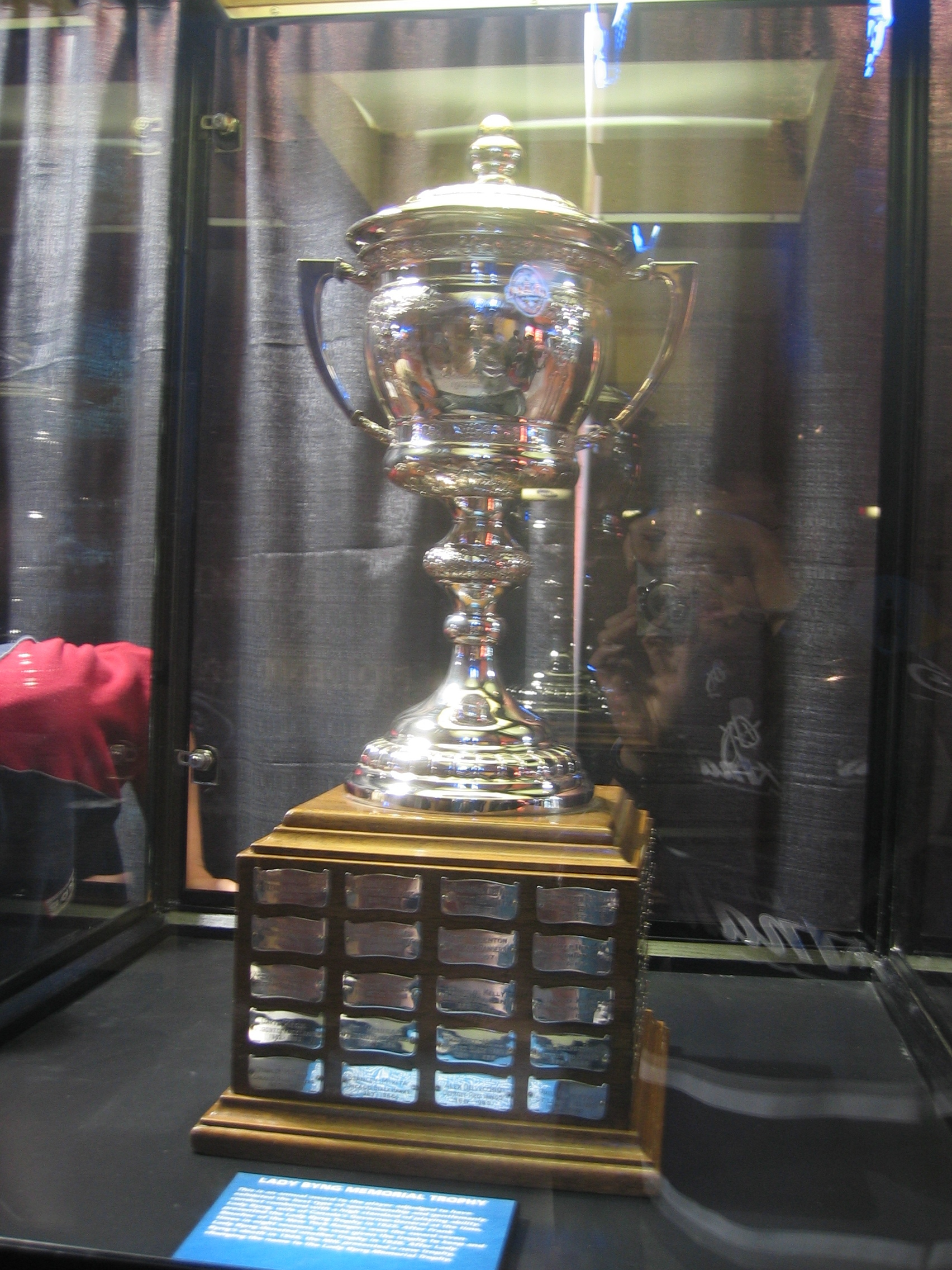
Lady Byng Memorial Trophy
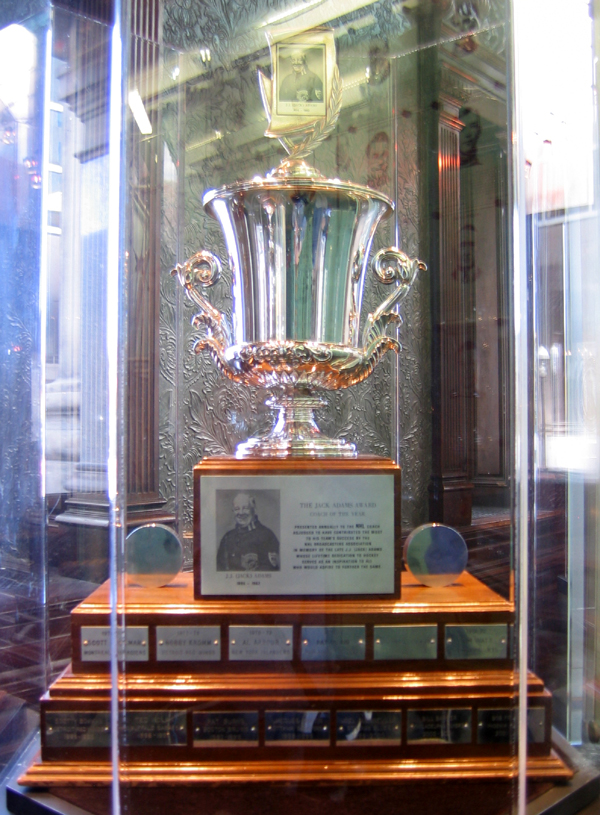
Jack Adams Award
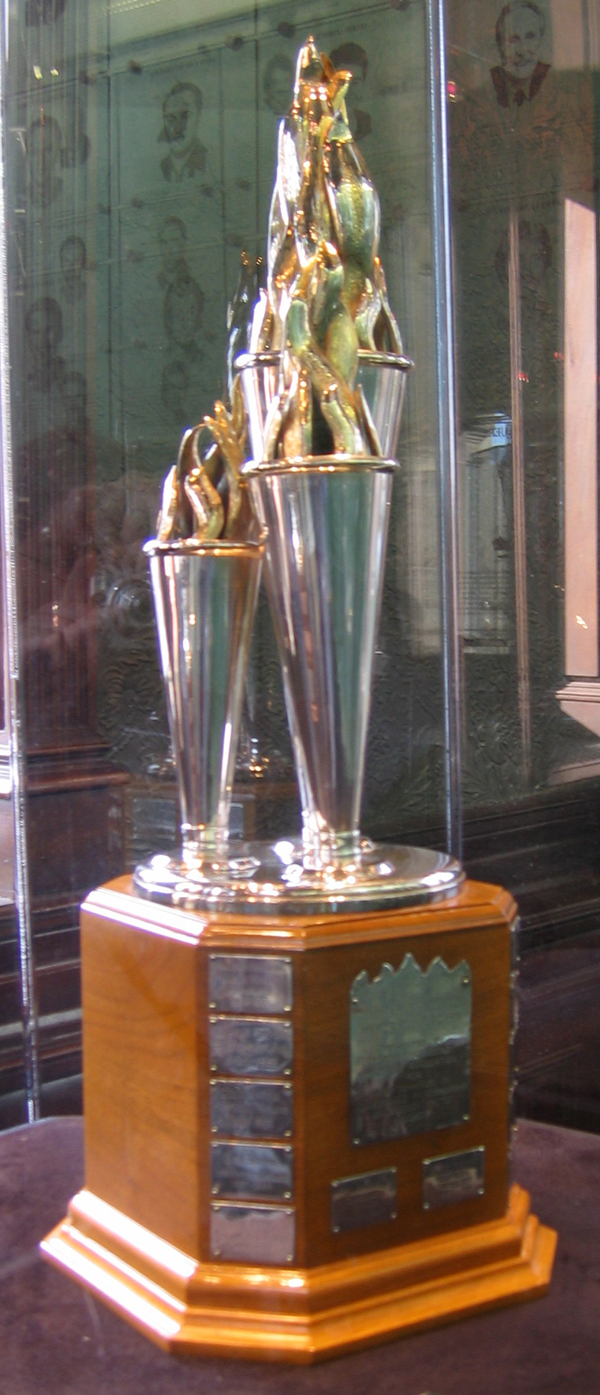
Bill Masterton Memorial Trophy
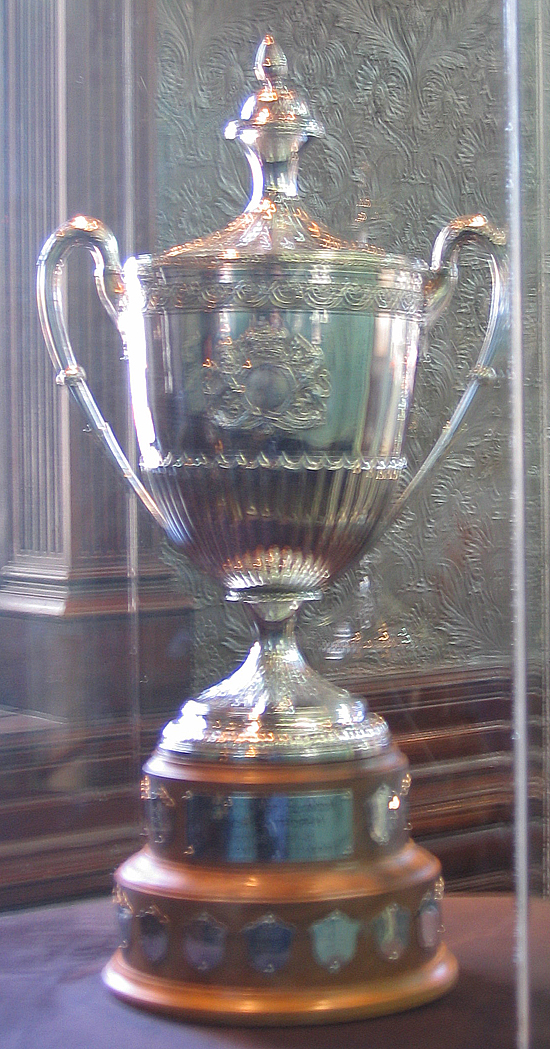
King Clancy Memorial Trophy
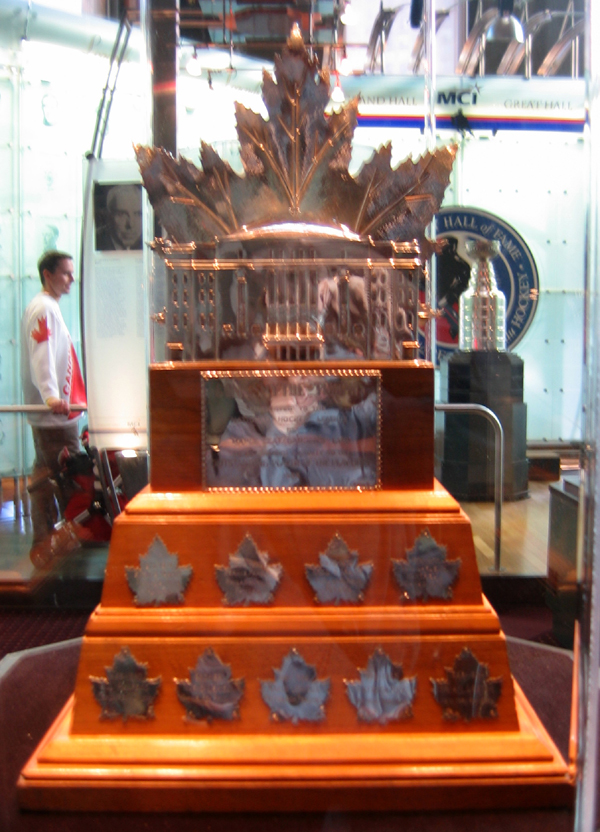
Conn Smythe Trophy
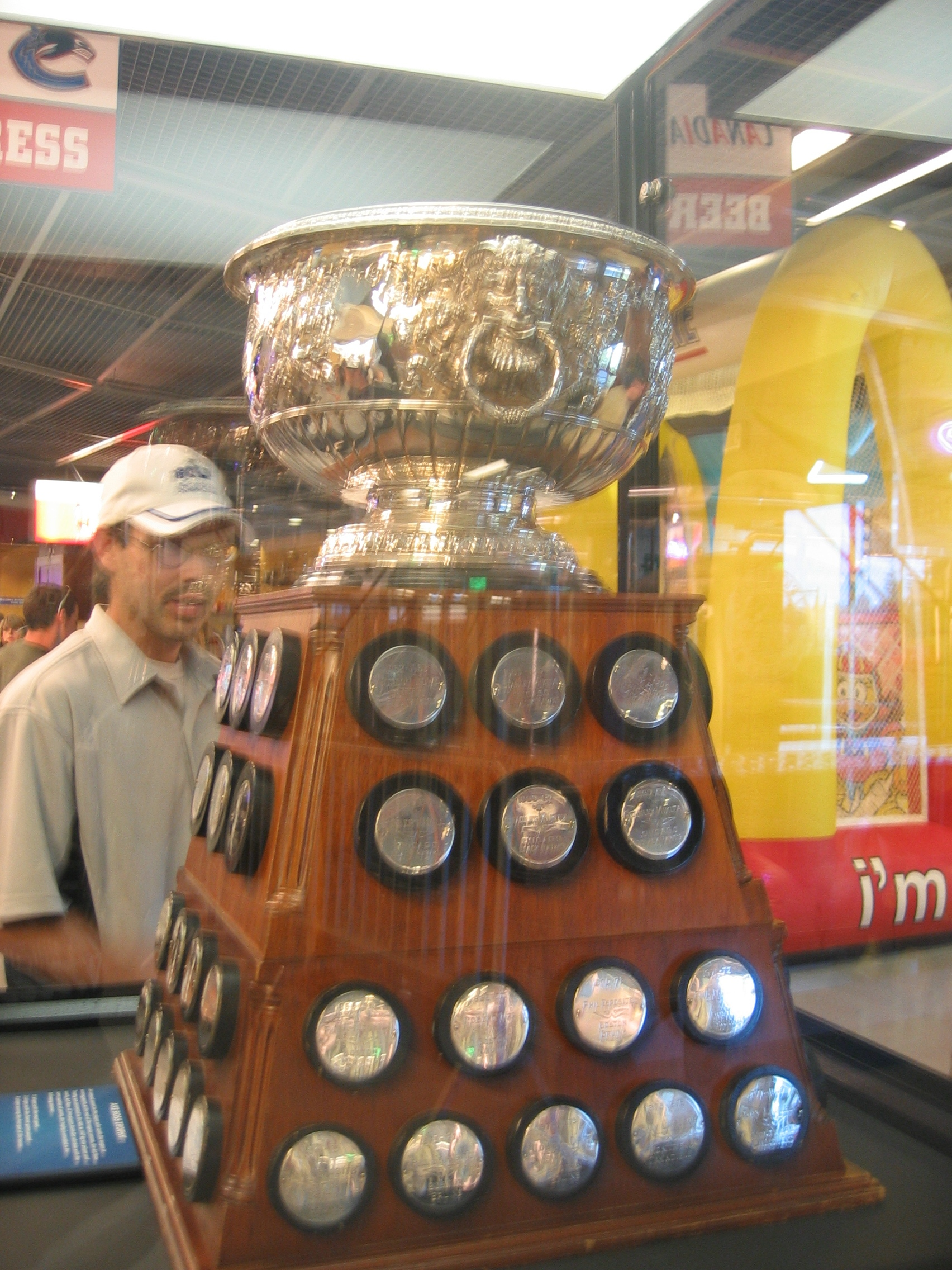
Art Ross Trophy
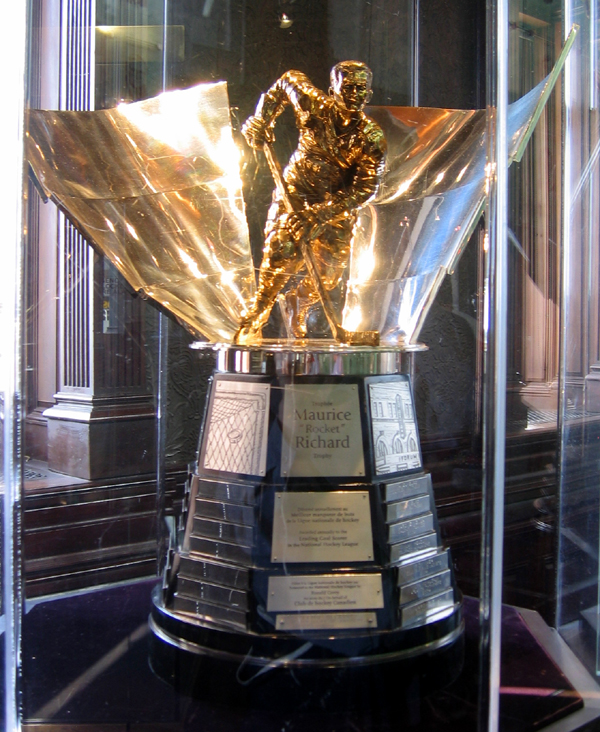
Maurice 'Rocket' Richard Trophy
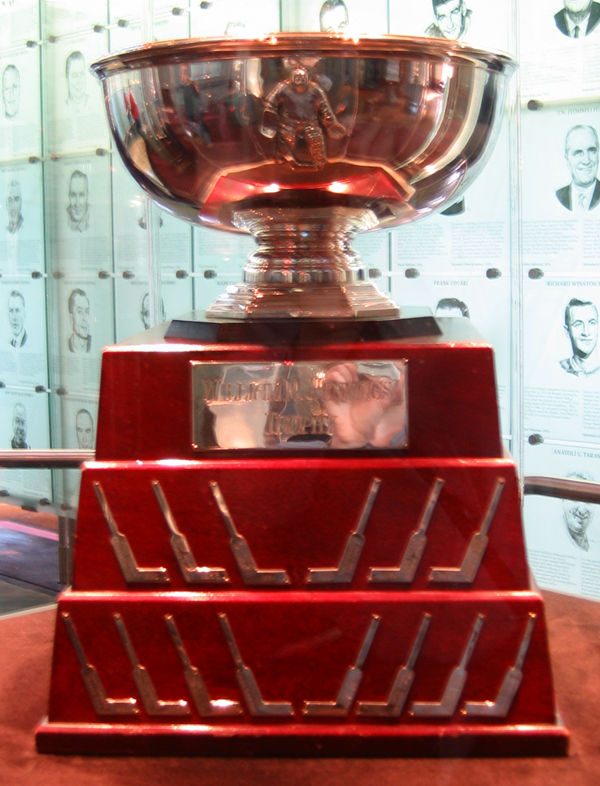
William M. Jennings Trophy